# اشیای ناشناس پرنده (فیلم ۱۹۹۳)
اشیای ناشناس پرنده (انگلیسی: U.F.O.) یک فیلم است که در سال ۱۹۹۳ منتشر شد.